# Юридическая лингвистика
Юридическая лингвистика или юрислингвистика — направление прикладной лингвистики, изучающее взаимосвязь между языком и правом. Эта дисциплина применяется в законотворчестве, судебной практике, защите языковых прав и формировании юридической терминологии. Юрислингвистика включает такие направления как лингвоюристика, лингвистическая конфликтология и лингвокриминалистика.

## История и развитие
Зарождение проблематики, связанной с взаимодействием языка и права, можно проследить до античной риторики. Аристотель в «Риторике» анализировал способы убеждения в судебных речах, а Цицерон разрабатывал принципы построения юридических аргументов. Римские юристы уделяли особое внимание точности формулировок в законах, что стало основой юридической техники.
В XIX веке английский философ Иеремия Бентам в работе «О языке права» одним из первых подверг критике сложность юридических текстов. В начале XX века швейцарский лингвист Фердинанд де Соссюр отмечал важность изучения специальныогрх языков, включая юридический.
Современная юрислингвистика получила развитие в 1970-1990-х годах, в частости, в США, благодаря работам Роджера Шуя и Лоуренса Солана по языку судебных решений; и в России, благодаря трудам Николая Голева.

## Проблемы и критика
Юрислингвистика сталкивается с рядом методологических и практических сложностей:
- отсутствие единой внятной трактовки многих вещей, вплоть до определения самой юрислингвистики;
- зависимость заключений экспертиз от эксперта и методики, что часто приводит к противоречивым результатам[2];
- использование науки в целях экстремизма и чрезмерной цензуры,
- ограниченное применение и доказательная база методов.